# ميمون زبير
كياي حاج ميمون زبير ،(ولد في رمبنغ في 28/10/1928- توفى في مكة في 6/8/2019) رجل دين وسياسي إندونيسي. كان مشرفًا على مدرسة الأنوار سارانج الإسلامية الداخلية في ريمبانج وشغل منصب رئيس مجلس الشريعة التابع لحزب التنمية المتحد حتى وفاته. كان عضوًا في Rembang Regency DPRD لمدة 7 سنوات. بعد انتهاء فترة عمله ، بدأ بالتركيز على رعاية مدرسته الداخلية. كان عضوًا في MPR RI يمثل جاوة الوسطى لثلاث فترات.

## الوفاة
توفي ميمون زبير بعد أداء صلاة الفجر الساعة 04:30 بالتوقيت المحلي في مستشفى النور في مكة المكرمة. لا توجد أعراض لمرضه لأنه تلقى في الليلة الماضية زيارة من سفير إندونيسيا بالسعودية د. اجوس مفتوح ابيجبريل.
دفن بمكة المكرمة. وقبره بجوار قبر أستاذه السيد علوي المالكي الحسني وقبر زوجة الرسول السيدة خديجة. 

## معرض الصور

ميمون زبير مع الرئيس جوكو ويدودو
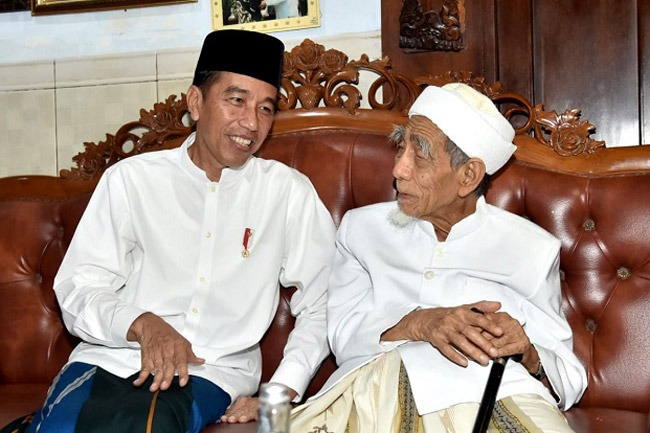
الرئيس جوكووي أثناء زيارته لمنزل الملك ميمون الزبير في مدرسة الأنوار سارنج الإسلامية الداخلية.
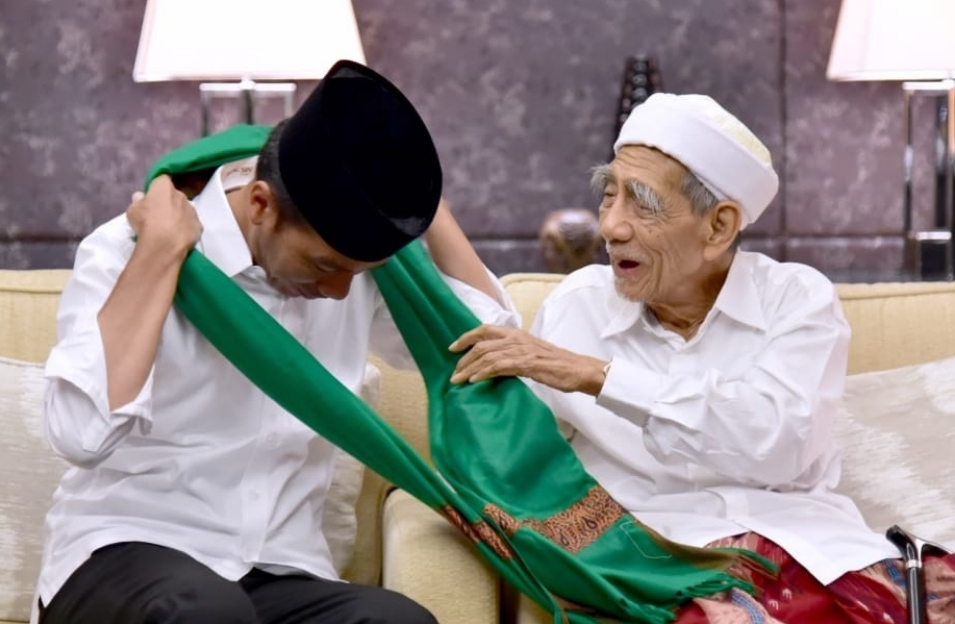
ميمون الزبير وهو يعطي عمامة خضراء للرئيس جوكو ويدودو.
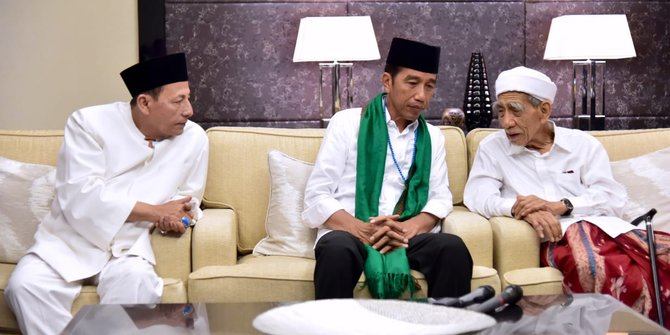
حبيب لطفي بن يحيى والرئيس جوكووي و KH ميمون الزبير قبل حضور "اجتماع الشعب العام" في جيلورا بونج كارنو بجاكرتا.

## المرجع
1. ↑  "Mbah Moen Meninggal Dunia di Makkah". CNN Indonesia. 6 Agustus 2019. مؤرشف من الأصل في 2021-03-17. اطلع عليه بتاريخ 6 Agustus 2019. {{استشهاد بخبر}}: تحقق من التاريخ في: |تاريخ الوصول= و|تاريخ= (مساعدة)
2. ↑  "NU Kehilangan Satu Tokoh Terbaiknya". celebestopnews.com. 6 أغسطس 2019. مؤرشف من الأصل في 2019-08-06. اطلع عليه بتاريخ 2019-08-06.
3. ↑  https://www.liputan6.com/news/read/4030664/kiai-maimun-zubair-wafat-usai-salat-subuh?utm_expid=.9Z4i5ypGQeGiS7w9arwTvQ.0 نسخة محفوظة 2021-04-18 على موقع واي باك مشين.

## [1]روابط خارجية
- (بالإندونيسية) صوان إلى KH Maimun Zubair Elite PPP Report SDA Stop
- (بالإندونيسية) ميمون الزبير: اختيار الموارد الطبيعية في مؤتمر الفصل من قبل الكونغرس
- (بالإندونيسية) جوكوي فقط مسموح به في غرفة ميمون زبير في قمر
- (بالإندونيسية) الأمين العام لحزب الشعب الباكستاني: فتوى ميمون الزبير ، الحزب الدائم في برابوو
- فيديو مباح معين يهتف بأحكام الطالبية يثير القشعريرة
- هذا هو قبر مباح معين في أقدم مقبرة في معلا مكة

1. ↑  "Sejarah Hidup KH Maimun Zubair: Wafatnya Mbah Moen Ulama Panutan". tirto.id (بالإندونيسية). Archived from the original on 2020-11-28. Retrieved 2020-09-29.